# San Pedro Tlapacoyan
San Pedro Tlapacoyan är en ort i Mexiko.   Den ligger i kommunen Tlapacoyan och delstaten Veracruz, i den sydöstra delen av landet, 220 km öster om huvudstaden Mexico City. San Pedro Tlapacoyan ligger 109 meter över havet och antalet invånare är 1 003.
Terrängen runt San Pedro Tlapacoyan är platt norrut, men söderut är den kuperad. Runt San Pedro Tlapacoyan är det ganska tätbefolkat, med 248 invånare per kvadratkilometer. Närmaste större samhälle är Martínez de la Torre, 4,2 km öster om San Pedro Tlapacoyan. Omgivningarna runt San Pedro Tlapacoyan är en mosaik av jordbruksmark och naturlig växtlighet.